# Златник (Словаччина)
Златник або Златнік (словац. Zlatník) — село в Словаччині, Врановському окрузі Пряшівського краю. Розташоване в східній частині Словаччини в північно-західній частині Підсланської височини в долині потока Златичок.
Уперше згадується у 1478 році.

## Храми
У селі є греко-католицька церква Вознесіння Господнього (1939).

## Населення
| Рік:            | 1993 | 2003     | 2013    | 2023    |
| --------------- | ---- | -------- | ------- | ------- |
| Кількість осіб: | 86   | 76       | 77      | 72      |
| Різниця:        |      | -11,62 % | +1,31 % | -6,49 % |

| Рік:            | 2022 | 2023    |
| --------------- | ---- | ------- |
| Кількість осіб: | 74   | 72      |
| Різниця:        |      | -2,70 % |

У селі проживає 73 осіб.
Національний склад населення (за даними перепису 2001 року):
- словаки — 100,0 %.

Склад населення за приналежністю до релігії станом на 2001 рік:
- протестанти — 39,74 %,
- греко-католики — 29,49 %,
- римо-католики — 28,21 %.